# Sopetrán

Bandeira de Sopetrán.

Localização de Sopetrán, no departamento de Antioquia.

Sopetrán é uma cidade e município da Colômbia, no departamento de Antioquia. Dista 59 quilômetros de Medellín, a capital do departamento. O município possui uma área de 223 quilômetros quadrados.

## História
Originalmente, as comunidades indígenas de Nutabes e Tahamíes habitavam o município de Sopetrán. Antes da chegada dos Espanhóis, a região se chamava Los Guamas. Em Fevereiro 22, 1616, o município de Sopetrán foi oficialmente estabilizado por Francisco Herrera e Campuzano, nativo da Alcalá de Henares na Espanha. Our Lady of Sopetrán foi adorada por Herrera, e é acreditado ter nomeado a cidade por causa do nome dela.